# Episodi di Sulle strade della California (terza stagione)
Questa voce contiene trame, dettagli e crediti dei registi e degli sceneggiatori della terza stagione della serie televisiva Sulle strade della California
Negli Stati Uniti, questa stagione andò in onda sulla NBC dal 9 settembre 1975 al 12 marzo 1976. In Italia, parte di essa andò in onda su Rai 1 durante la stagione televisiva 1981/1982, in un ciclo di trasmissioni che comprendeva anche episodi della seconda e della quinta stagione. Altri episodi furono trasmessi tra l'11 marzo 1983 e il 16 gennaio 1984. Nella prima trasmissione italiana, non fu rispettato l'ordine cronologico originale degli episodi.
| nº | Titolo originale                      | Titolo italiano                   | Prima TV USA      | Prima TV Italia   |
| -- | ------------------------------------- | --------------------------------- | ----------------- | ----------------- |
| 1  | Officer Needs Help                    | Una pistola per Billy             | 9 settembre 1975  | 11 ottobre 1983   |
| 2  | The Cutting Edge                      | Sul filo del rasoio               | 16 settembre 1975 | 9 dicembre 1981   |
| 3  | A Community of Victims                | Comunità di vittime               | 23 settembre 1975 | 30 novembre 1983  |
| 4  | Losing Game                           | La carriera di Margaret           | 30 settembre 1975 | 30 settembre 1981 |
| 5  | The Cut Man Caper                     |                                   | 28 ottobre 1975   |                   |
| 6  | Face for a Shadow                     | Un volto per un'ombra             | 7 novembre 1975   | 7 ottobre 1981    |
| 7  | Test of Brotherhood                   | Due fratelli poliziotti           | 14 novembre 1975  | 24 febbraio 1982  |
| 8  | The Empty Weapon                      | Minorenni                         | 21 novembre 1975  | 2 dicembre 1981   |
| 9  | Little Boy Lost                       | Il piccolo ragazzo perduto        | 28 novembre 1975  | 6 dicembre 1983   |
| 10 | Vice: 24 Hours                        | Tutti gli uomini di Barrett       | 5 dicembre 1975   | 11 marzo 1983     |
| 11 | Breaking Point                        | Punto di rottura                  | 12 dicembre 1975  | 14 dicembre 1983  |
| 12 | Company Man                           | Senza domani                      | 19 dicembre 1975  | 28 ottobre 1981   |
| 13 | Spanish Class                         | Quartiere messicano               | 2 gennaio 1976    | 10 febbraio 1982  |
| 14 | Odyssey of Death (Part 1)             | Tempo di furore (parte 1ª)        | 9 gennaio 1976    | 14 ottobre 1981   |
| 15 | Odyssey of Death (Part 2)             | Tempo di furore (parte 2ª)        | 16 gennaio 1976   | 21 ottobre 1981   |
| 16 | The Other Side of the Fence           | L'altra parte della staccionata   | 23 gennaio 1976   | 15 dicembre 1983  |
| 17 | 50 Cents-First Half Hour, $75 All Day | Mezzo dollaro la prima mezz'ora   | 30 gennaio 1976   | 9 dicembre 1983   |
| 18 | Firebird                              | Firebird                          | 6 febbraio 1976   | 12 dicembre 1983  |
| 19 | The Long Ball                         | Troppi bicchieri sergente Pickett | 13 febbraio 1976  | 4 gennaio 1984    |
| 20 | Eamon Kinsella Royce                  | Un poliziotto a mezzo servizio    | 20 febbraio 1976  | 13 gennaio 1984   |
| 21 | Officer Dooly                         | Agente Dooly                      | 5 marzo 1976      | 13 dicembre 1983  |
| 22 | Open City                             | Città aperta                      | 12 marzo 1976     | 16 gennaio 1984   |